# Grand Action
Cet article possède un paronyme, voir Grande Action.
Le Grand Action est un cinéma fondé en 1970 situé au 5, rue des Écoles dans le 5e arrondissement de Paris.
Le cinéma est classé « art et essai ».

## Historique
Ancienne salle de jeu de paume, il abrite ensuite au XIXe siècle un bal populaire, avant de se convertir au théâtre dans les premières années du XXe siècle. 
Puis, le lieu entame son ultime mutation en se transformant en cinéma mono-salle, rebaptisé pour l’occasion Le Méliès. Il ne s’agit encore que de sa première dénomination, immortalisée par Sacha Guitry dans son film Les trois font la paire, où l’on voit Michel Simon entouré de ses deux amis sortir rue d'Arras, unique accès au cinéma à l’époque. Par la suite, Le Méliès devient Le Celtic, avant d’être racheté par le groupe Parafrance qui en fait le Studio Jean Cocteau. 
En 1980, le groupe Action le rachète, le rebaptise Le Grand Action, et le transforme deux ans plus tard en cinéma doté de deux salles.
Le dernier changement de direction est la reprise du cinéma par Isabelle Gibbal-Hardy, qui, avec Jean-Marie Rodon, cofondateur du groupe Action, a créé la société Moteur ! et se rend acquéreur du fonds de commerce du Grand Action le 26 janvier 2005 et des murs le 18 septembre 2014.

## Salles
Le cinéma possède trois salles :
- la salle Henri Langlois (dédiée au fondateur de la Cinémathèque française), qui possède 239 fauteuils disposés en gradins, un écran panoramique de dix mètres de base, et est équipée pour le format 35 mm, et en Digital Cinema 4K ;
- la salle Kelly Reichardt (anciennement Henri Ginet) qui se trouve au rez-de-chaussée, qui est équipée d'un écran de sept mètres de base et possède 77 fauteuils ; elle est équipée pour le format 35 mm et le Digital Cinema 2K ;
- la salle Paul Vecchiali, ouverte en 2022, qui possède 27 fauteuils, est équipée en Digital Cinéma 2K ;

Les trois cabines sont également équipées d'une station AVID pour les projections professionnelles de vérification de films.
Le Grand Action possède également un espace bar, baptisé le Grand Bar, sur les murs duquel on peut retrouver certains des plus grands acteurs du septième art.

## Accès
Le cinéma est desservi par la ligne 10 de métro à la station Cardinal-Lemoine et la ligne 7 à la station Jussieu, ainsi que par plusieurs lignes du réseau de bus RATP.

## Œuvres dérivées
Le Je me souviens numéro 178 de Georges Perec rappel « Je me souviens que le Studio Jean Cocteau s'appelait avant le Celtic ».